# Architecture de la Renaissance vénitienne

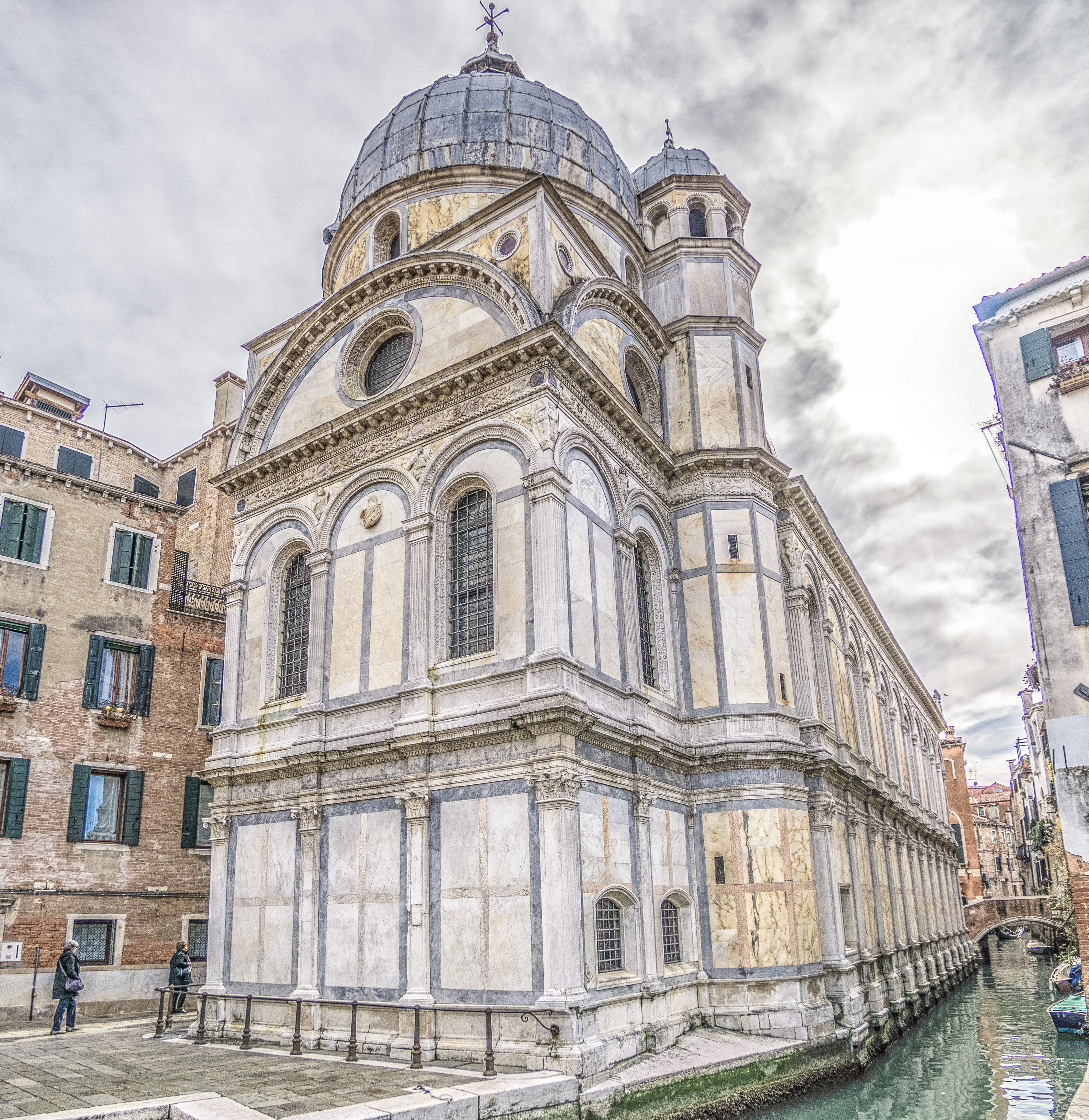
L'église Sainte-Marie-des-Miracles par l'architecte Pietro Lombardo qui était aussi le sculpteur majeur de Venise (années 1480).

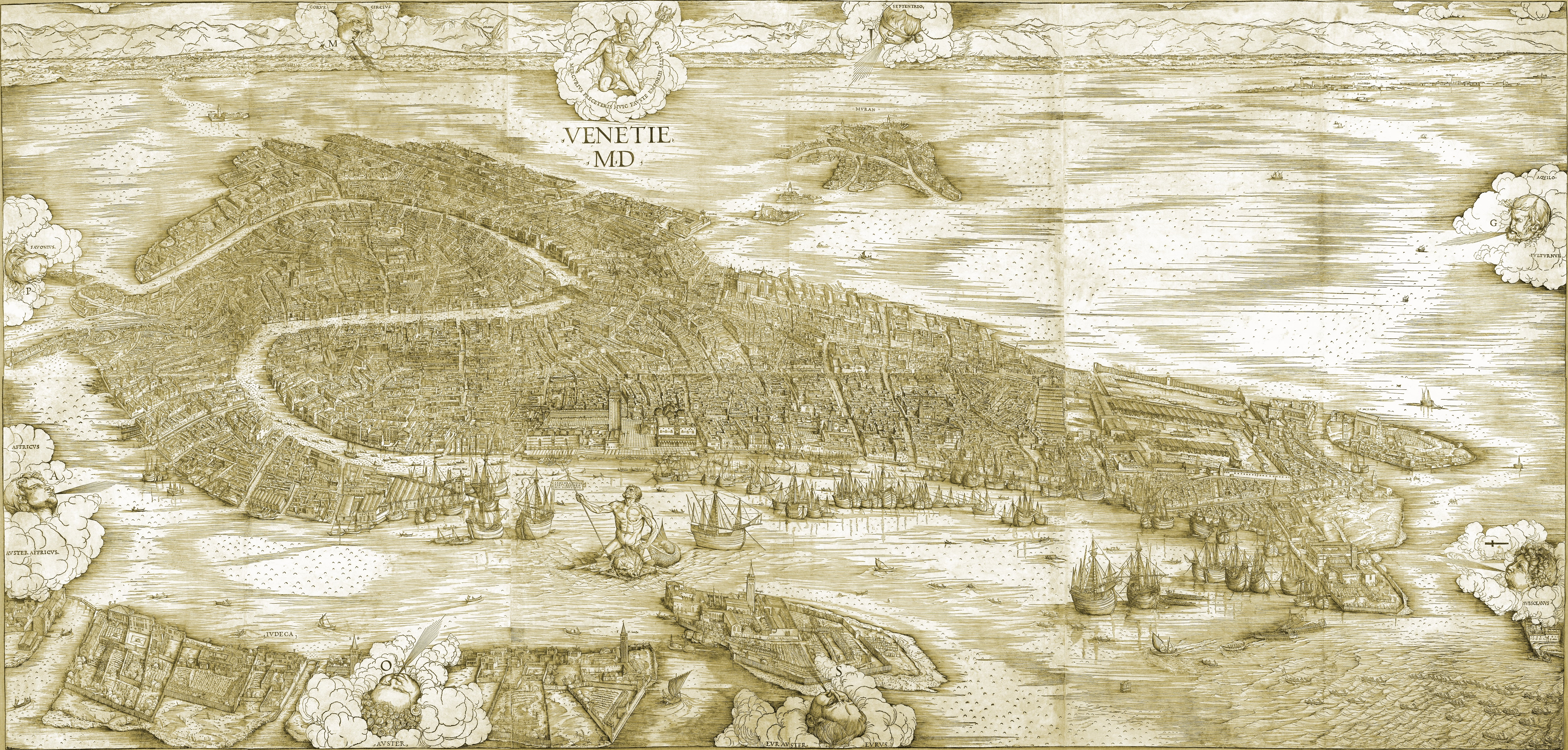
L'énorme gravure sur bois appelée Vue de Venise, ou la carte de de' Barbari (1500), de Jacopo de' Barbari, est considérée comme l'œuvre ultime, représentant la ville, pendant une grande partie du siècle.

L'architecture de la Renaissance vénitienne  commence un peu plus tard qu'à Florence dans les années 1480. Tout au long de la période, elle fait surtout appel à des architectes provenant d'autres régions de l'Italie. La ville à cette époque était très riche et sujette aux incendies, de sorte qu'il y avait beaucoup de constructions et les façades des bâtiments vénitiens étaient souvent luxueusement ornées.
À Venise, en comparaison avec l'architecture de la Renaissance développée dans d'autres villes italiennes, un certain conservatisme formel est de mise. Il s'observe dans la persistance d'une conception générale encore gothique des édifices, qui, dans la ville, sont par ailleurs le plus souvent des reconstructions, le terrain constructible étant limité sur un site confiné. Ainsi, les formes ornementales gothiques restent privilégiées, elles se concentrent notamment au niveau des baies, ces dernières pouvant adopter la forme d'un arc trilobé, brisé ou encore en accolade, parfois associé à une influence classique. Ainsi, l'architecture gothique vénitienne reste en faveur, alors que les autres villes italiennes renoncèrent bien plus tôt à l'architecture gothique. Le palais des Doges par exemple a subi des extensions, des reconstructions et des modifications réalisées dans le style renaissance après des incendies, mais ses façades gothiques ont été préservées.
L'élite vénitienne avait une croyance collective dans l'importance de l'architecture, pour renforcer la confiance dans la République. Une résolution du Sénat datant de 1535, note d'ailleurs qu'elle est « la plus belle et la plus illustre ville qui existe actuellement dans le monde ». Dans le même temps, la concurrence ouverte entre les familles patriciennes est découragée, au profit d'une « égalité harmonieuse », qui s'applique aux bâtiments comme aux autres domaines,, la nouveauté, pour elle-même, ou pour retrouver les gloires de l'antiquité, étant considérée avec suspicion.
Bien que les visiteurs admirent les riches ensembles, l'architecture vénitienne n'a pas eu beaucoup d'influence au-delà des propres possessions de la République, avant Andrea Palladio (1508-1580), dont le style d'architecture, appelé palladianisme, est devenu très influent, quelque temps après sa mort, notamment en Angleterre grâce au travail d'Inigo Jones, ainsi que plus tardivement aux États-Unis, dans une forme du néoclassicisme appelée néo-palladianisme qui émergea à la fin du XVIIIe siècle.

## Bâtiments vénitiens

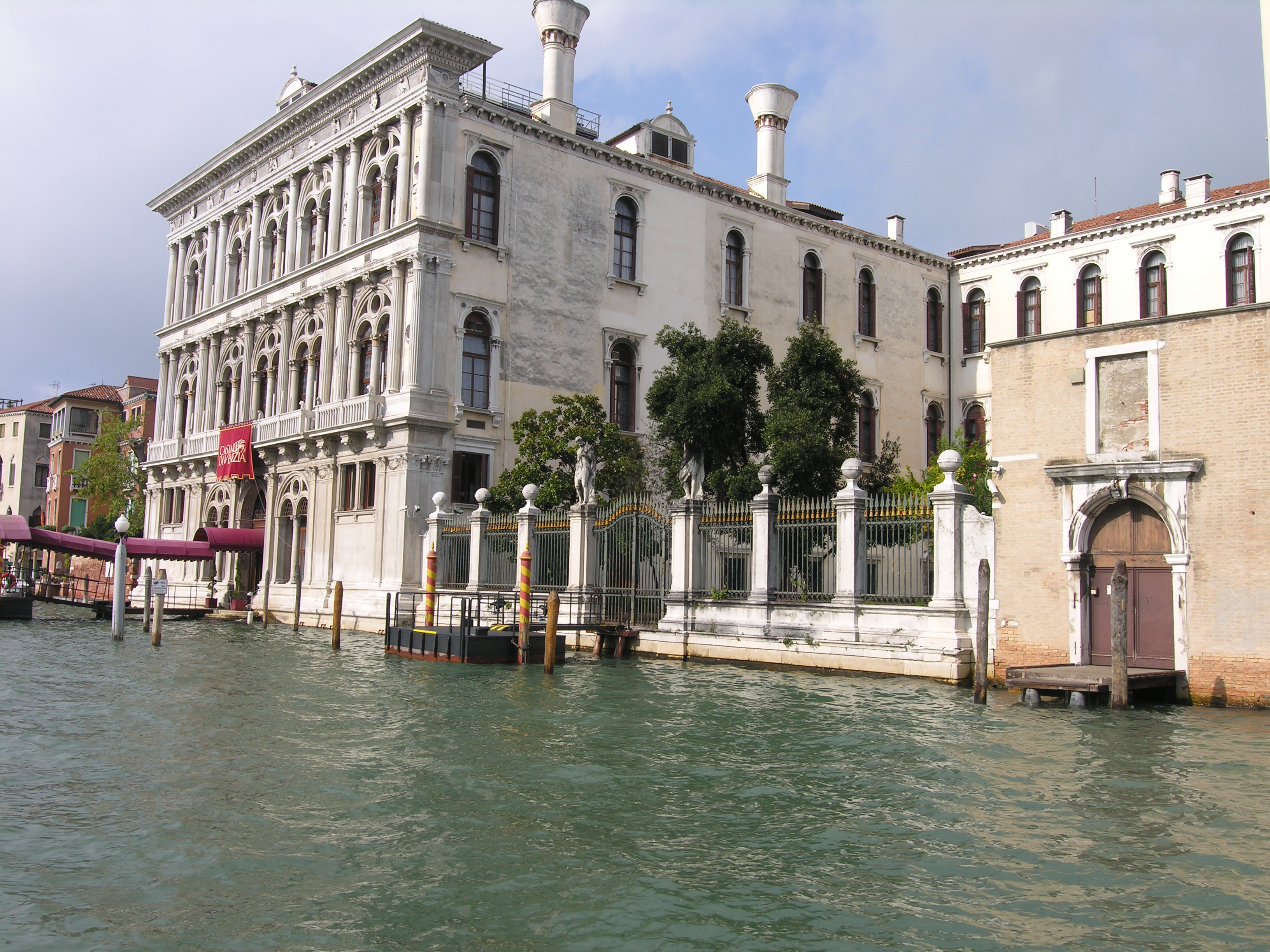
Le palais Ca' Corner, construit par Jacopo Sansovino, en remplacement d'un bâtiment incendié, en 1532.

Venise est construite sur de la boue alluviale et la plupart des bâtiments de la ville étaient, et le sont encore, pour la plupart, soutenus par un grand nombre pieux de bois, enfoncés dans la boue. Au-dessus d'une plate-forme de pierre, reposant sur ceux-ci, le matériau de construction normal est la brique, bien que les façades de la Renaissance aient généralement été revêtues de pierre d'Istrie, un calcaire fin qui n'est pas strictement un marbre, bien qu'il soit souvent appelé ainsi. Elle provenait, par voie maritime, de carrières en Istrie, dans la terraferma, aujourd'hui en Croatie,. Elle a également l'avantage de résister au sel de l'air côtier et aux inondations, bien mieux que le marbre. D'autres pierres, de couleurs différentes, étaient souvent utilisées pour le contraste, notamment une pierre rouge de Vérone. Les stucs Marmorino ou cocciopesto, fabriqués à partir de fragments de calcaire, de briques et de terre cuite broyés, constituaient la finition typique des murs intérieurs et parfois extérieurs,.
Les plafonds plats, soutenus par des poutres en bois, étaient préférés aux voûtes, qui pouvaient se fissurer, lorsque le bâtiment se posait sur les fondations sur pilotis. En général, deux couches de planches, placées à angle droit, l'une par rapport à l'autre, s'asseyaient sur les solives. Différents types de bois étaient utilisés à des fins différentes ainsi, à la Renaissance, les forêts continentales les plus proches se raréfiaient et le coût du bois avait considérablement augmenté,. Les très grandes cheminées vénitiennes, au sommet recouvert de terre cuite comme un cône inversé, étaient conçues pour empêcher les étincelles dangereuses de s'échapper et d'allumer des incendies.

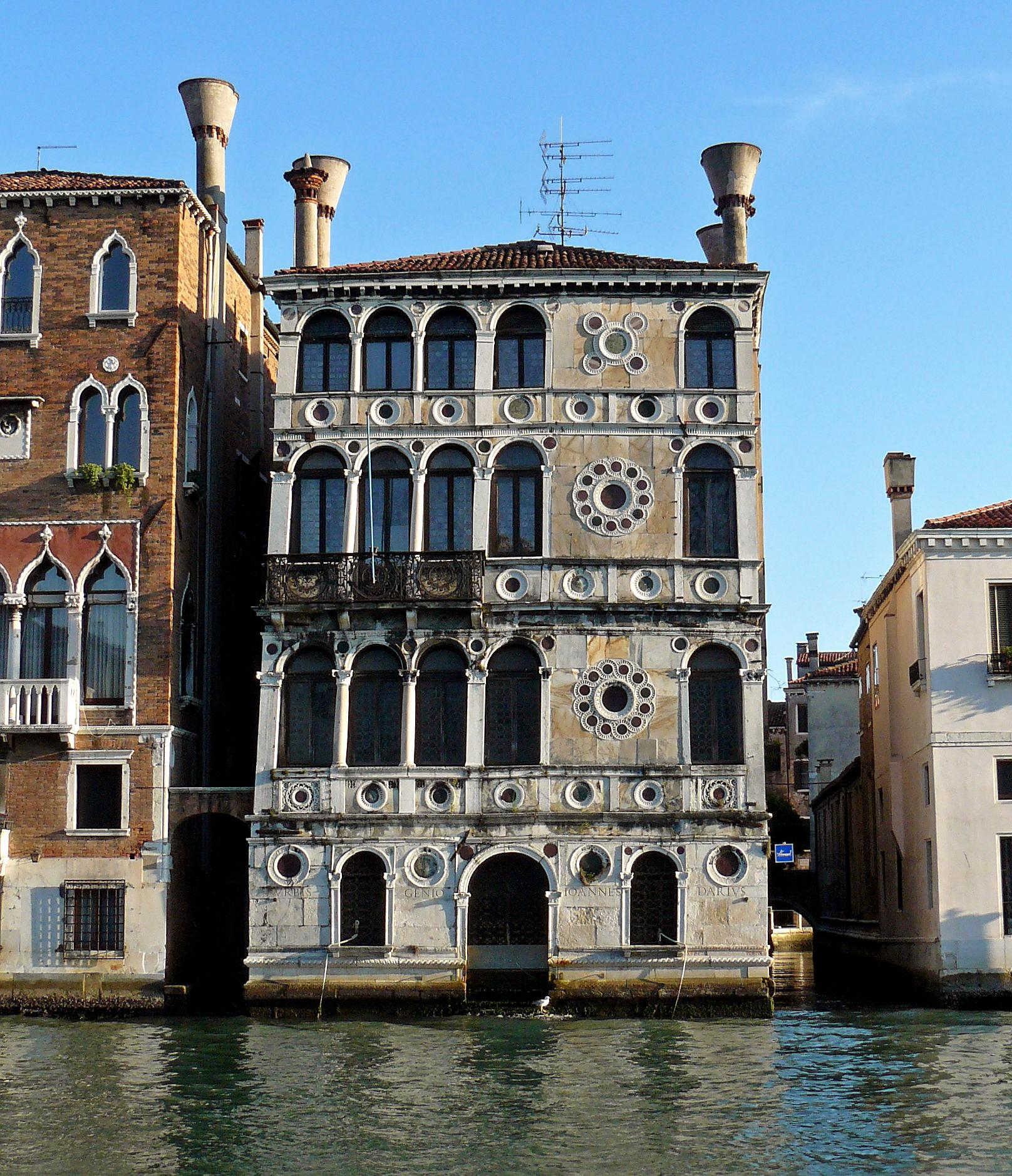
Le palais Dario (années 1480), avec ses cheminées caractéristiques.

La ville principale est déjà très largement construite, avec des bâtiments serrés dans le centre ; cela est clairement démontré par l'énorme gravure sur bois de Jacopo de' Barbari, Vue de Venise, avec une vision surélevée de la ville, en 1500. La plupart des grands bâtiments de la Renaissance étaient du renouvellement de bâtiments déjà présents, qui devaient s'intégrer aux limites existantes du site. Comme les bâtiments étaient très tassés, Venise était encore plus sujette aux incendies que d'autres centres urbains italiens, ce qui a rendu nécessaire la construction de nombreux nouveaux bâtiments. C'est le cas, en particulier, du quartier du Rialto, pratiquement détruit en 1514. Le palais des Doges connaît de graves incendies en 1483, 1547 et 1577, bien que les façades extérieures gothiques aient survécu. L'activité de construction, presque permanente, à Venise, fait que les ouvriers qualifiés abondent. Malgré cela, la finition des grands bâtiments prend souvent dix à vingt ans, voire plus.
Contrairement aux palais ou aux maisons des familles riches, des autres villes d'Italie, la défense n'est pas une préoccupation majeure pour les palais vénitiens, qui de toute façon ont souvent des douves sur certains côtés. Le centre ville, très fréquenté, encourage la construction, selon les normes de l'époque et l'accès principal à la lumière se fait souvent par la façade avant, qui comporte donc généralement des fenêtres plus nombreuses et plus grandes que les autres palais,,. Il n'est pas rare d'ajouter des étages supplémentaires aux vieux bâtiments. La population de la ville, qui avait atteint six chiffres vers 1300, atteint son pic historique d'environ 190 000 habitants, avant qu'une terrible épidémie de peste ne tue environ un tiers de la population entre 1575 et 1577, dont le Titien et son fils.

## Bâtiments anciens
La porte principale de l'arsenal de Venise, appelée en italien : porta di Terra, porta da tera ou porta Magna, est construite à la fin des années 1450 et est l'une des toutes premières œuvres de l'architecture de la Renaissance vénitienne. Elle est inspirée par l'arc des Sergius, un arc de triomphe à Pula en Istrie, aujourd'hui en Croatie mais alors en territoire vénitien. À partir de la même date, l'arco Foscari, une canopée ou arc de triomphe élaboré pour l'entrée cérémoniale dans la cour du palais des Doges, est classique dans ses niveaux inférieurs, mais devient une forêt de pinacles gothiques au sommet.

## Les architectes et leurs principaux bâtiments

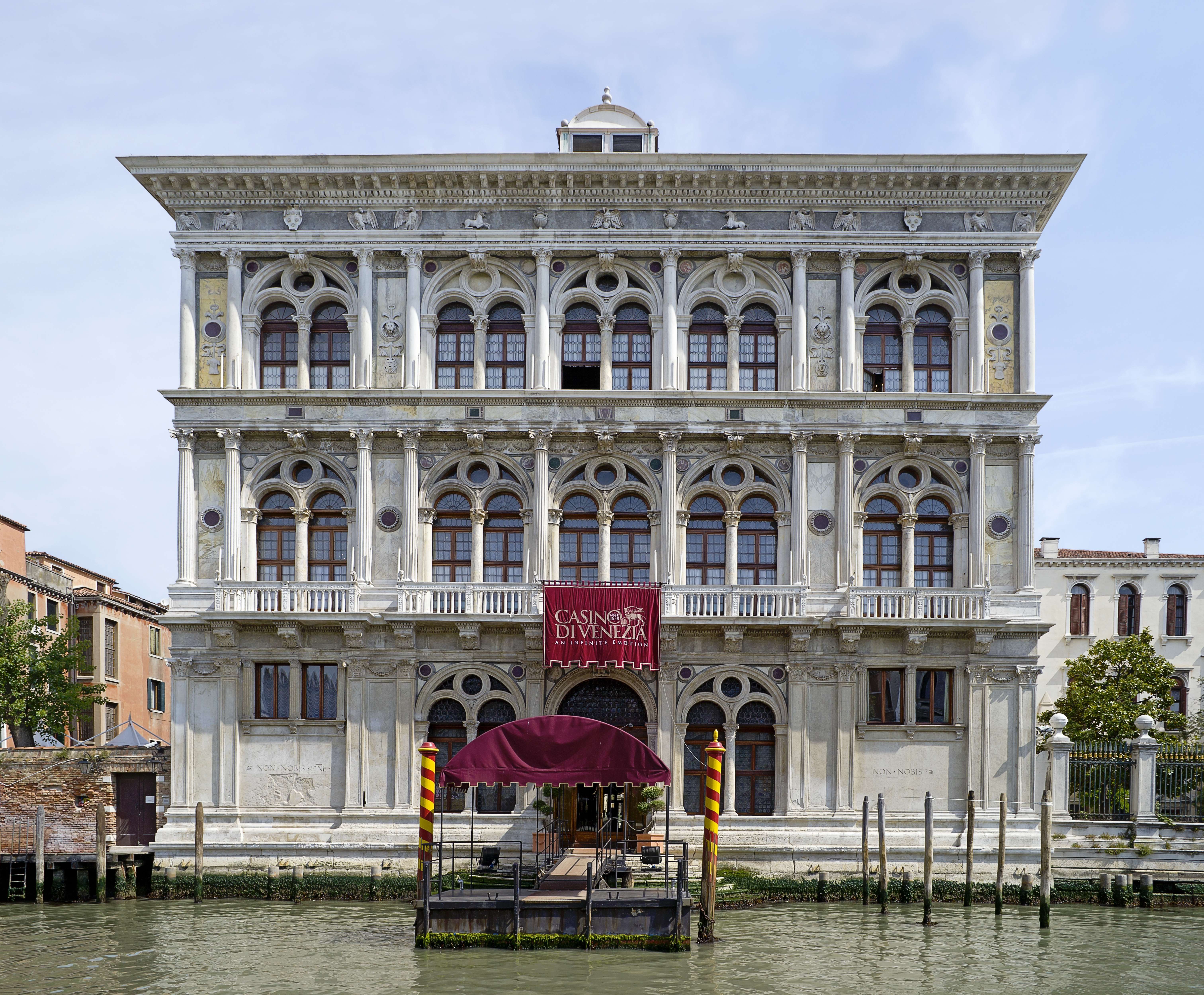
Le Ca' Vendramin Calergi de Mauro Codussi (construit entre 1491 et 1509).

La plupart des architectes vénitiens ne sont pas originaires de la ville, ni même de la terre ferme ou des territoires continentaux de la république de Venise, mais les budgets importants, disponibles à Venise, attirent les architectes de toute l'Italie du nord et du centre,. Les artistes principalement connus en tant que sculpteurs travaillent comme architectes. Outre Jacopo Sansovino, les plus importants d'entre eux sont la famille Lombardo et, en particulier, Pietro Lombardo (1435-1515) mais aussi Alessandro Vittoria, le sculpteur maniériste (1525-1608). L'histoire de l'architecture vénitienne est compliquée par l'habitude de désigner ce que l'on pourrait appeler aujourd'hui un « architecte gérant », un protomaestro ou proto, pour rendre compte à des comités de surveillance, dont le nom survit souvent dans les archives. La mesure dans laquelle ils étaient effectivement responsables de la conception est très variable.
Mauro Codussi (1440-1504), originaire de Lombardie, est l'un des premiers architectes à travailler dans un style Renaissance à Venise, avec l'aide de son fils Domenico qui poursuit son activité après sa mort. Ses œuvres, dans les bâtiments publics, comprennent les étages supérieurs de l'église San Zaccaria, l'église San Giovanni Grisostomo (commencée en 1497), celle de Santa Maria Formosa (commencée en 1492) et la Procuratie Vecchie, sur la place Saint-Marc. Il a probablement conçu la tour de l'horloge de Saint-Marc (à partir de 1495) et a travaillé avec des sculpteurs pour reconstruire la Scuola Grande di San Marco, après un incendie en 1485. En 1483, un incendie détruit l'aile est du palais des Doges et Codussi remporte le concours pour la remplacer, en produisant des dessins complètement différents, pour les façades donnant sur la cour et l'extérieur. Parmi ses palais figurent la Ca' Vendramin Calergi (commencée en 1481) et celui de Zorzi Galeoni. Son œuvre respecte et fait allusion à de nombreux éléments du gothique vénitien et s'y harmonise bien,.

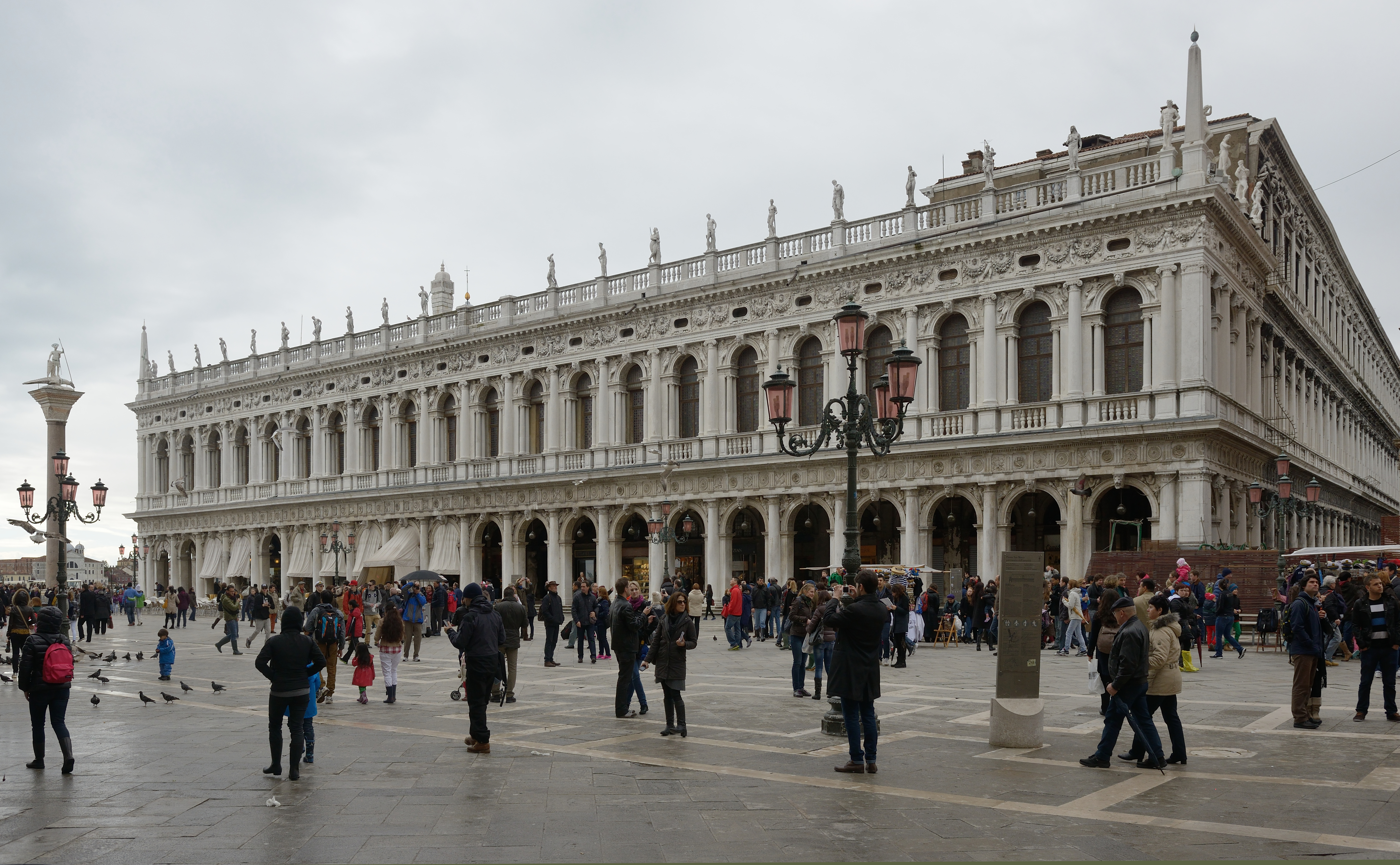
La Biblioteca Marciana de Jacopo Sansovino (commencée en 1537).

Parmi les autres architectes, actifs au début de la Renaissance, citons Giorgio Spavento (actif à partir de 1489 ou avant, mort en 1509) et Antonio Abbondi, dit Lo Scarpagnino (mort en 1549), actif à partir de 1505 au moins. Son église San Sebastiano, commencée en 1506, est une œuvre précoce. Tous deux ont eu de nombreuses commissions gouvernementales.
Jacopo Sansovino (1486-1570), également un sculpteur important, est un florentin qui a fait une carrière florissante à Florence, puis à Rome. Il se réfugie à Venise, après le sac catastrophique de Rome, de 1527 et est nommé, en 1529, architecte en chef et surintendant des propriétés (protomaestro ou proto) auprès des procurateurs de Saint-Marc,. Selon Manfredo Tafuri, son premier projet à Venise, un Palazzo Gritti, n'a jamais été construit car ses plans, bien que brillants, étaient considérés comme trop pleins de nouveautés exhibitionnistes. Il n'avait pas saisi l'idéologie de la magnificence sobre et la retenue exigée par les patriciens vénitiens. Cependant, son projet de stabiliser les dômes de Saint-Marc, qui ont longtemps posé problème, en les entourant de bandes de fer, « a fait sa réputation ». Il ne tarde pas à trouver un style qui satisfait les mécènes vénitiens et qui est « définitif pour toute l'histoire ultérieure de l'architecture vénitienne ». Jacopo Sansovino créé l'apparence d'une grande partie de la zone autour de la place Saint-Marc, au-delà de la basilique Saint-Marc elle-même, en concevant la Biblioteca Marciana (à partir de 1537) et l'hôtel de la Monnaie ou Zecca, sur la Piazzetta de Saint-Marc. Ses palais comprennent le palais Corner della Ca' Grande (à partir de 1532) et le palais Dolfin Manin, de 1536,.

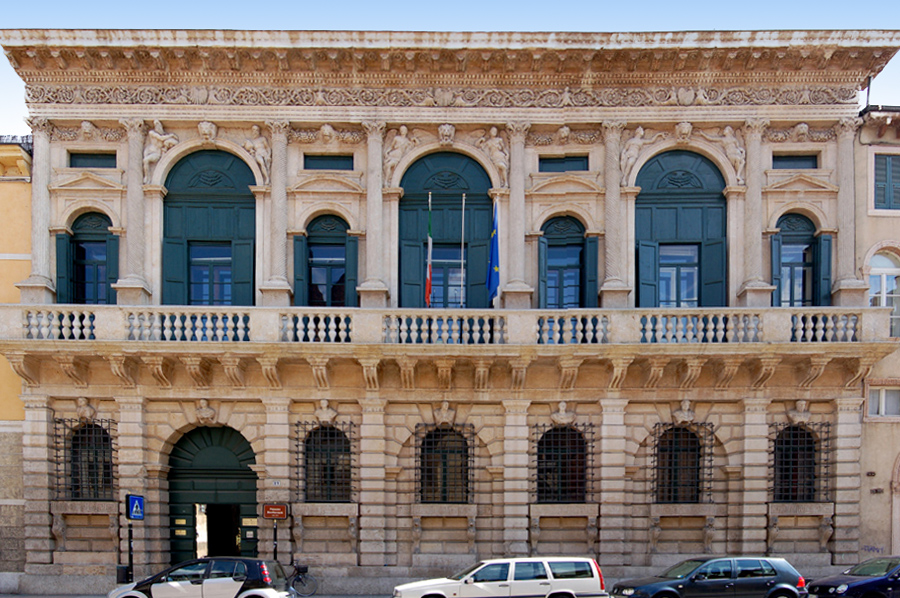
Le palais Bevilacqua à Vérone de Michele Sanmicheli (construit à partir de 1529).

La Biblioteca Marciana est considérée comme son « chef-d'œuvre incontestable » et une œuvre clé de l'architecture de la Renaissance vénitienne. Palladio, qui a vu sa construction, la qualifie de « probablement la plus riche jamais construite depuis l'époque des anciens jusqu'à nos jours » et elle est décrite par Frederick Hartt (en) comme « sûrement l'une des structures les plus substantielles de l'histoire de l'architecture italienne ». Son emplacement est extrêmement imposant, avec la longue façade qui fait face au palais des Doges, sur la Piazzetta de Saint-Marc et les côtés plus courts qui font face à la lagune et à la place Saint-Marc.
Michele Sanmicheli (1484-1559), de Vérone, dans la terraferma, s'est formé plus au sud et, à son retour à Vérone en 1527, est engagé par l'État, comme architecte militaire. La plupart de ses travaux sont des fortifications et des bâtiments militaires ou navals autour des territoires vénitiens, en particulier à Vérone, mais il a également construit un certain nombre de palais qui sont très originaux, et qui font entrer l'architecture vénitienne dans le maniérisme. Son travail, à Vérone, représente un groupe de bâtiments, définissant la ville d'une manière comparable à celle de Palladio, à Vicence. Le palais Bevilacqua, à Vérone, commencé en 1529, est le plus célèbre d'entre eux,.

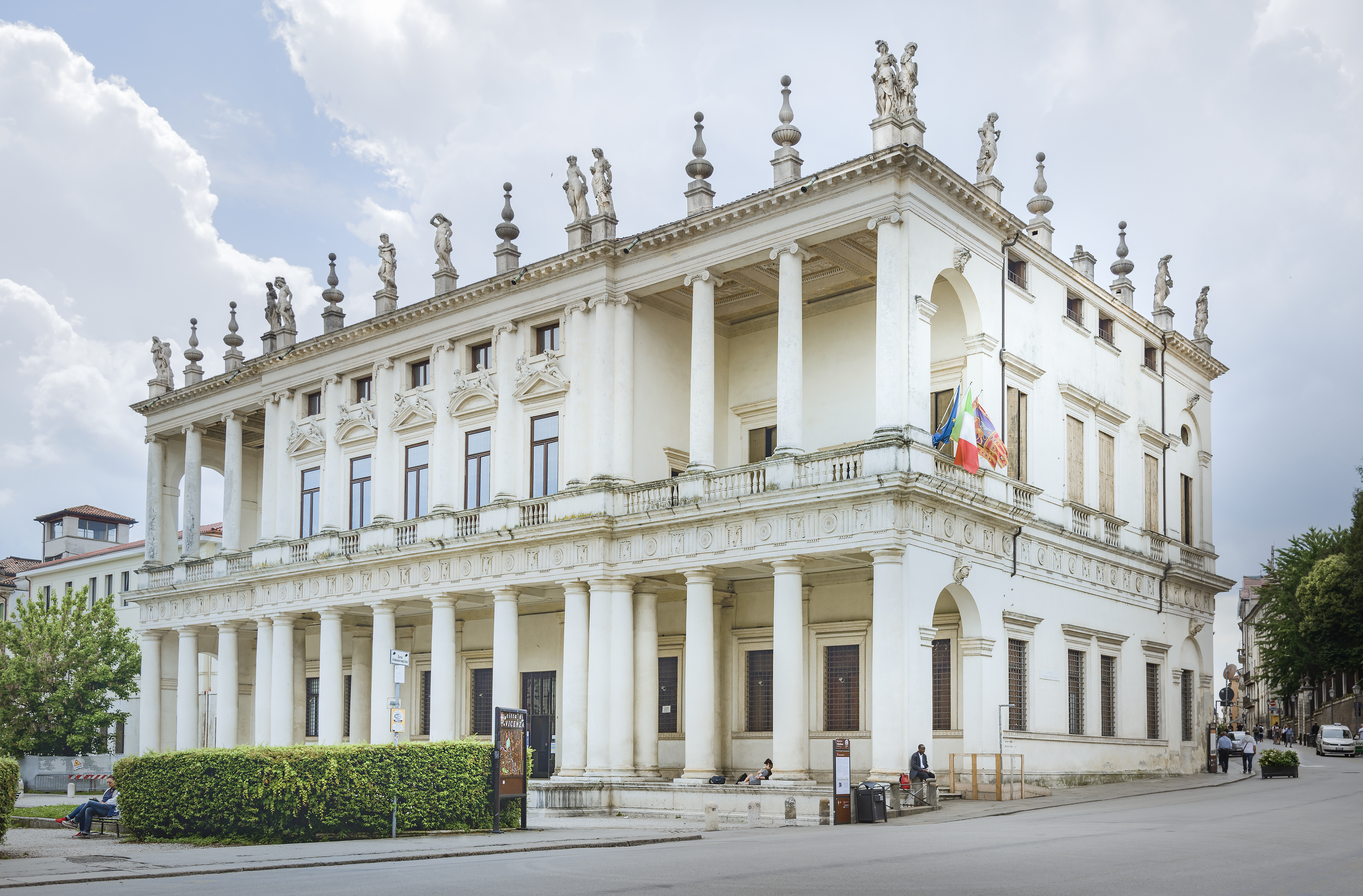
Le palais Chiericati, de Palladio, à Vicence.

L'architecte principal de la Renaissance vénitienne tardive est Andrea Palladio (1508-1580), qui est également la figure clé de l'architecture de la Renaissance italienne tardive et son auteur le plus important sur l'architecture. Mais à part les deux grandes églises de San Giorgio Maggiore (1566) et du Rédempteur (1577), il conçoit relativement peu de bâtiments dans la ville elle-même et ceci pour plusieurs raisons. Il conçoit de nombreuses villas en Vénétie, à Vicence et une série de célèbres maisons de campagne, relativement petites par rapport à certaines, situées plus au sud, pour l'élite vénitienne. Le style de Palladio s'est ensuite développé dans l'architecture palladienne de la Grande-Bretagne et des colonies américaines et sa fenêtre vénitienne, aussi appelée  fenêtre palladienne, avec un sommet central arqué en plein cintre, a fait faire le tour du monde à un élément très vénitien. Le patrimoine mondial de la ville de Vicence et des villas palladiennes de la Vénétie recense 23 bâtiments dans la ville et 24 villas de campagne.

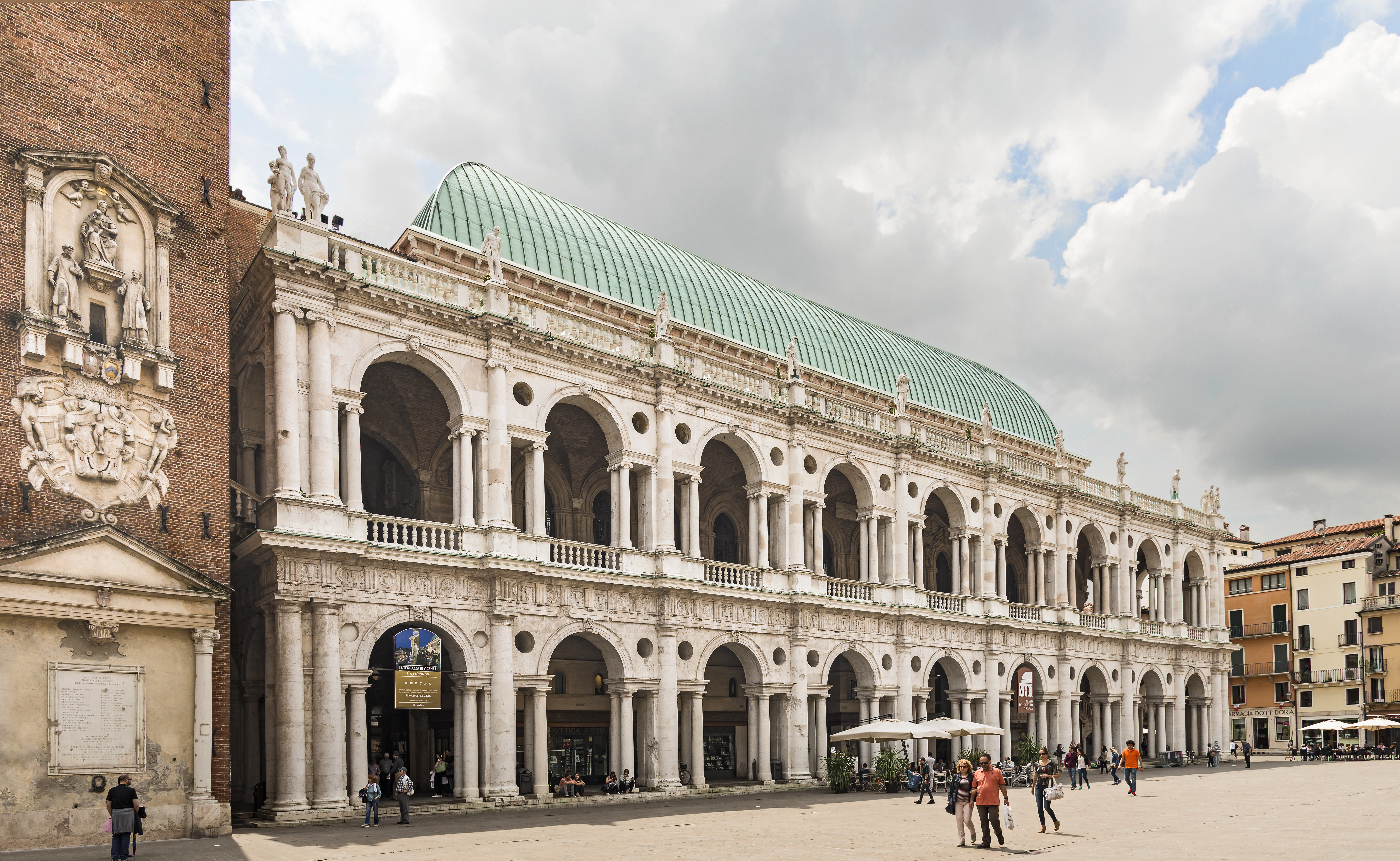
La basilique palladienne, à Vicence.

La basilique palladienne, de Vicence, commencée en 1549, est une série de façades avec des loggias qui entourent la grande salle publique gothique de la ville, utilisée à des fins telles que les tribunaux, où sa version élaborée de la fenêtre vénitienne apparaît pour la première fois. C'est ce qu'on appelle une fenêtre palladienne, dite serlienne, ou « motif palladien ». Elle apparaît ici aux deux étages, ce qui est moins fréquent lorsqu'elle est copiée. Le bâtiment s'inspire de la Biblioteca Marciana, de Sansovino, mais il est « plus sévèrement architectonique, moins dépendant de la sculpture, et en même temps plus flexible ». Dans le palais Chiericati, commencé en 1551, il y a ,à nouveau, deux étages de loggias, mais la façade est divisée verticalement, en trois parties, et en avançant l'étage supérieur au centre,.
Vincenzo Scamozzi (1548-1616), de Vicence, ne s'est installé à Venise, qu'en 1581, l'année qui suit la mort de Palladio. Il conçoit la Procuratie Nuove, sur la place Saint-Marc et réalise de nombreux projets que Palladio avait laissés inachevés. Son élève, Baldassare Longhena (1598-1682), qui est pour un changement du style, né dans la ville, réalise à son tour les projets de Scamozzi et, alors qu'il introduit à Venise, une architecture baroque, à part entière, de nombreux bâtiments, en particulier des palais, continuent à développer une forme baroque, inspirée par le style de la Renaissance vénitienne.

## Livres vénitiens sur l'architecture
Venise a été un centre européen majeur, pour l'ensemble de l'édition de livres imprimés et elle est devenue le centre majeur de l'édition architecturale. Vitruve est le seul écrivain classique important, sur l'architecture, à avoir survécu et son traité De architectura a été étudiée avec beaucoup d'intérêt par tous les architectes de la Renaissance. Bien que le texte latin ait été imprimé plus tôt, la première édition illustrée avec gravures sur bois est réalisée par Fra Giovanni Giocondo, à Venise, en 1511,. Celui-ci a précédemment conçu le Fontego dei Tedeschi en 1505-1508.
Les Sept livres ou Tutte l'opere d'architettura et prospetiva de Sebastiano Serlio (1475-1554) ont également été publiés à Venise, en plusieurs volumes, à partir de 1537. Il avait travaillé dans la ville en tant qu'architecte, mais n'y a laissé que peu de traces. Ses ouvrages ont également été abondamment illustrés et sont devenus des lectures essentielles, rapidement copiés et traduits dans toute l'Europe.
L'humaniste patricien, ecclésiastique et diplomate vénitien Daniel Barbaro est un mécène de Palladio (villa Barbaro) et Palladio a illustré sa traduction italienne de Vitruve (1556). Les Quatre Livres de l'architecture, de Palladio, (1570), illustré par lui-même, a de nouveau eu une grande influence dans toute l'Europe,,
Le livre principal de Vincenzo Scamozzi, L’Idea dell’Architettura Universale, est publié en 1615 et se réfère essentiellement à Palladio. Il a eu une influence sur la diffusion du palladianisme.

## Peintures extérieures
Un nombre considérable de bâtiments séculiers avaient des peintures sur les murs extérieurs, généralement en façade. Ces peintures étaient parfois réalisées par de grands artistes, mais elles ont pratiquement toutes disparu de nos jours. Quelques fragments très décolorés, des fresques, d'environ 1508, de Giorgione et du Titien, mentionnées par Vasari, ont été enlevés par la suite et se trouvent aujourd'hui dans la Ca' d'Oro. Giorgione a également peint le hall d'entrée de la Ca' Vendramin Calergi.

## Renouveau byzantin
Venise n'a pas d'histoire, en tant qu'ancienne colonie romaine, car elle est fondée sur des bancs de boue dans la lagune vénète après la chute de l'Empire byzantin. Les Vénitiens aimaient à affirmer que l'absence de toute contamination païenne, dans leur histoire, donnait une qualité spéciale « pure, légitime et non souillée » à leur christianisme. Mais l'histoire de la ville a longtemps été intimement liée à l'Empire byzantin et les références à l'architecture byzantine ont été considérées comme conformes à l'éthique de l'identité de la ville. On peut le voir à l'intérieur de l'église San Salvador, de Venise, commencée en 1508, sur laquelle ont travaillé plusieurs architectes. Commencée peu après la basilique Saint-Pierre de Rome, cette grande église, dont l'intérieur est basé sur des croix grecques représente, entre autres, une riposte vénitienne au renouveau romain.

## Galerie

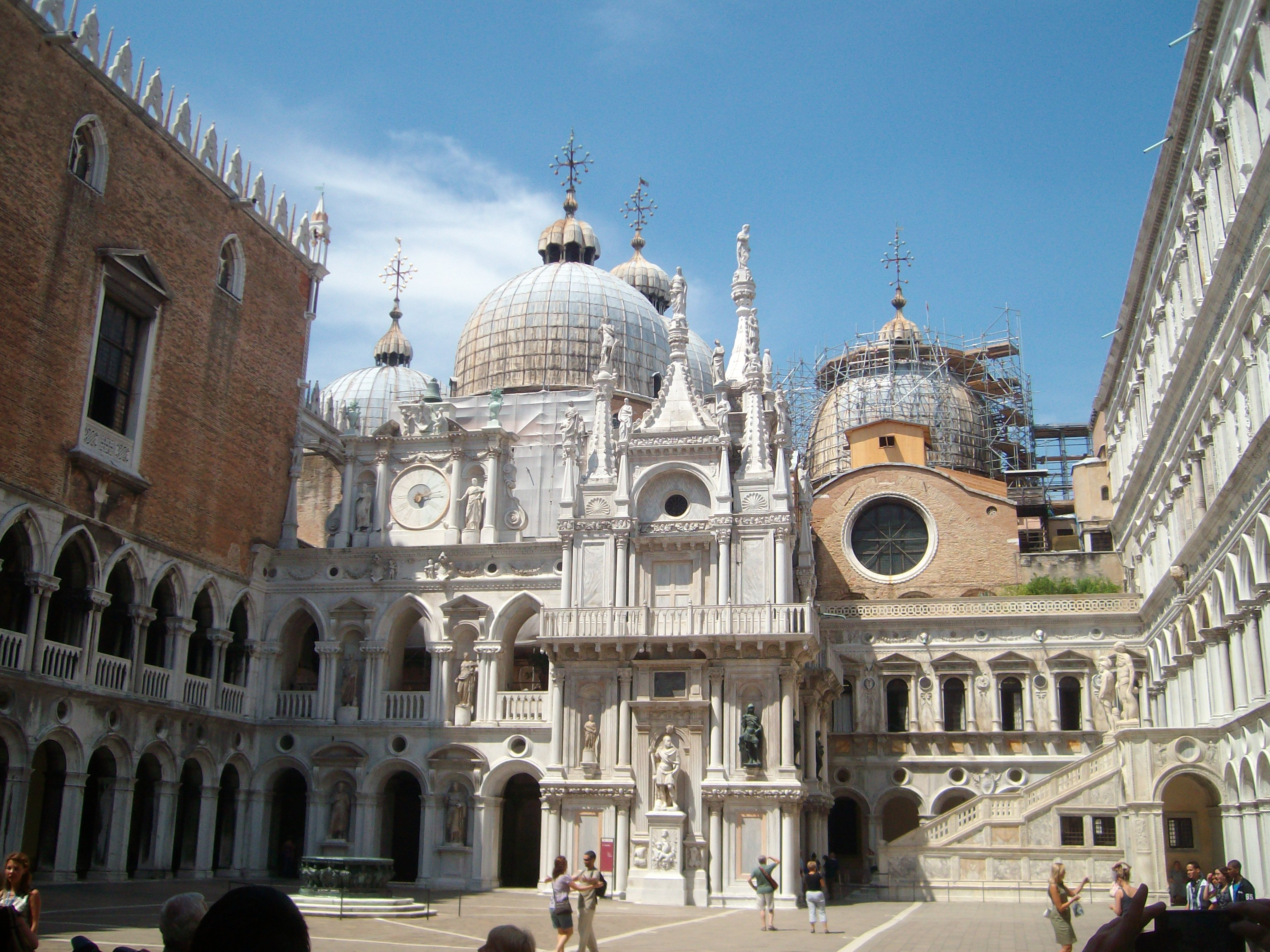
L’Arco Foscari dans la cour intérieure du palais des Doges (fin des années 1450).
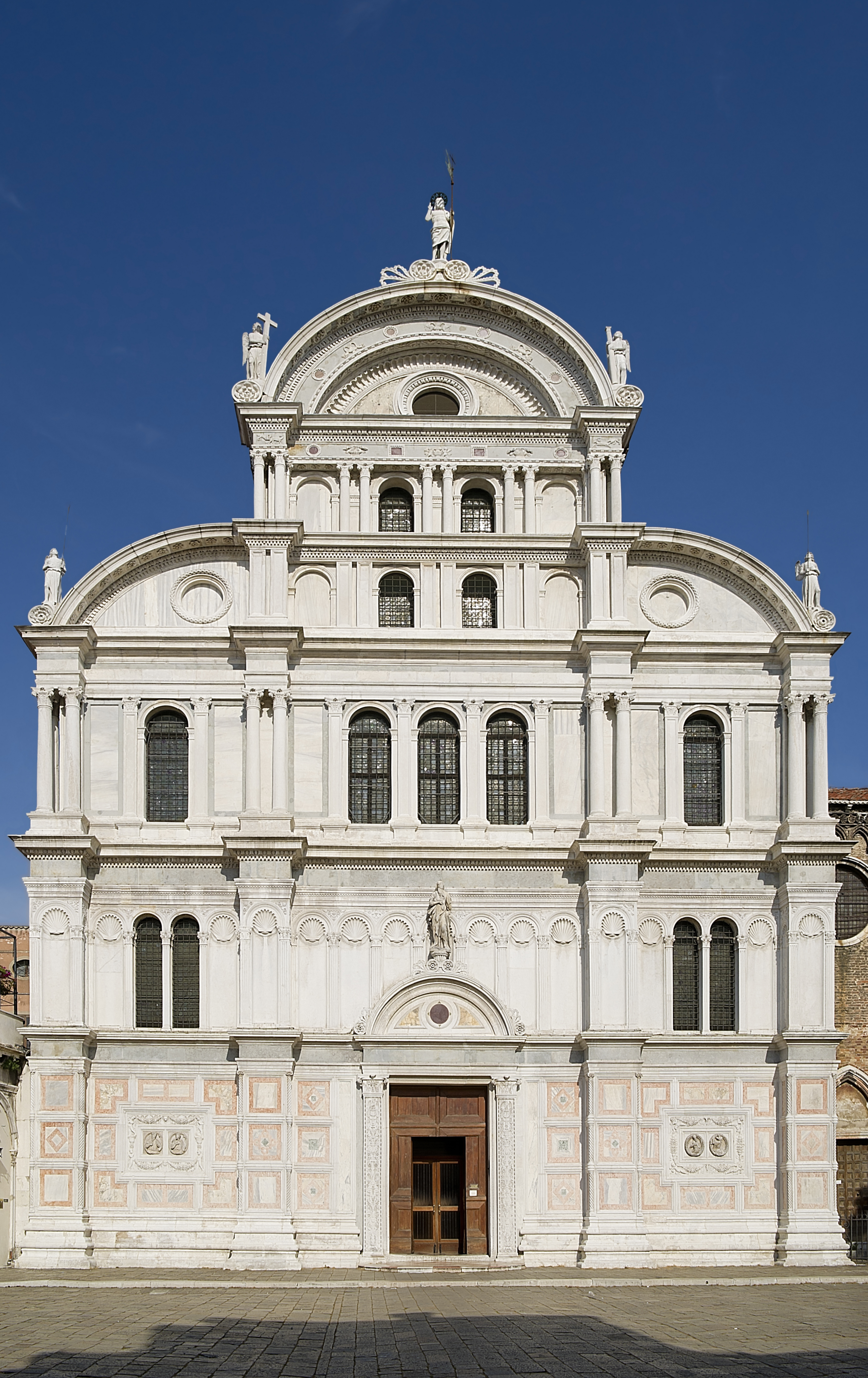
San Zaccaria : Codussi a achevé les parties supérieures d'une église commencée en gothique.
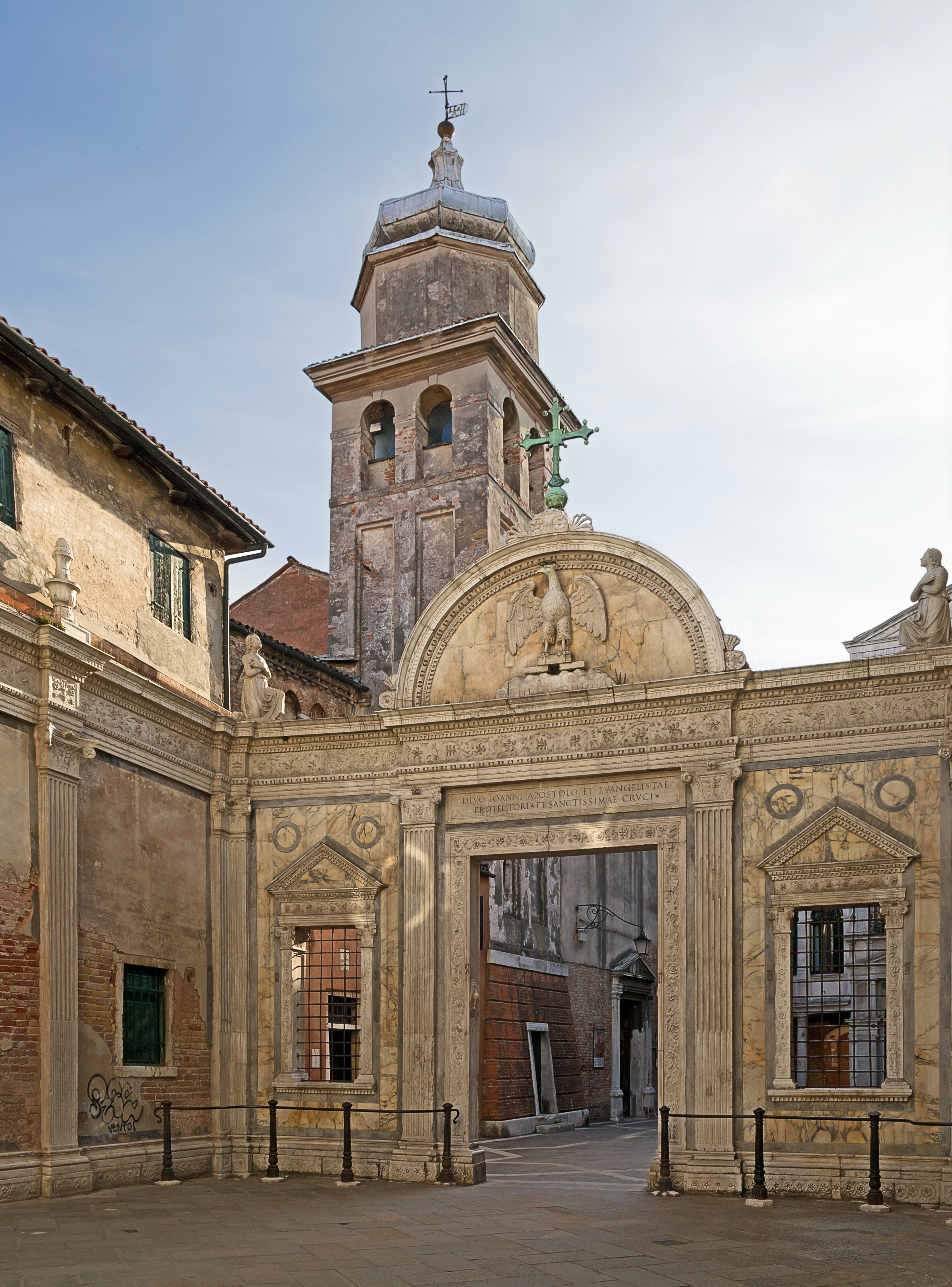
Scuola Grande di San Giovanni Evangelista, façade de Pietro Lombardo, (1485).
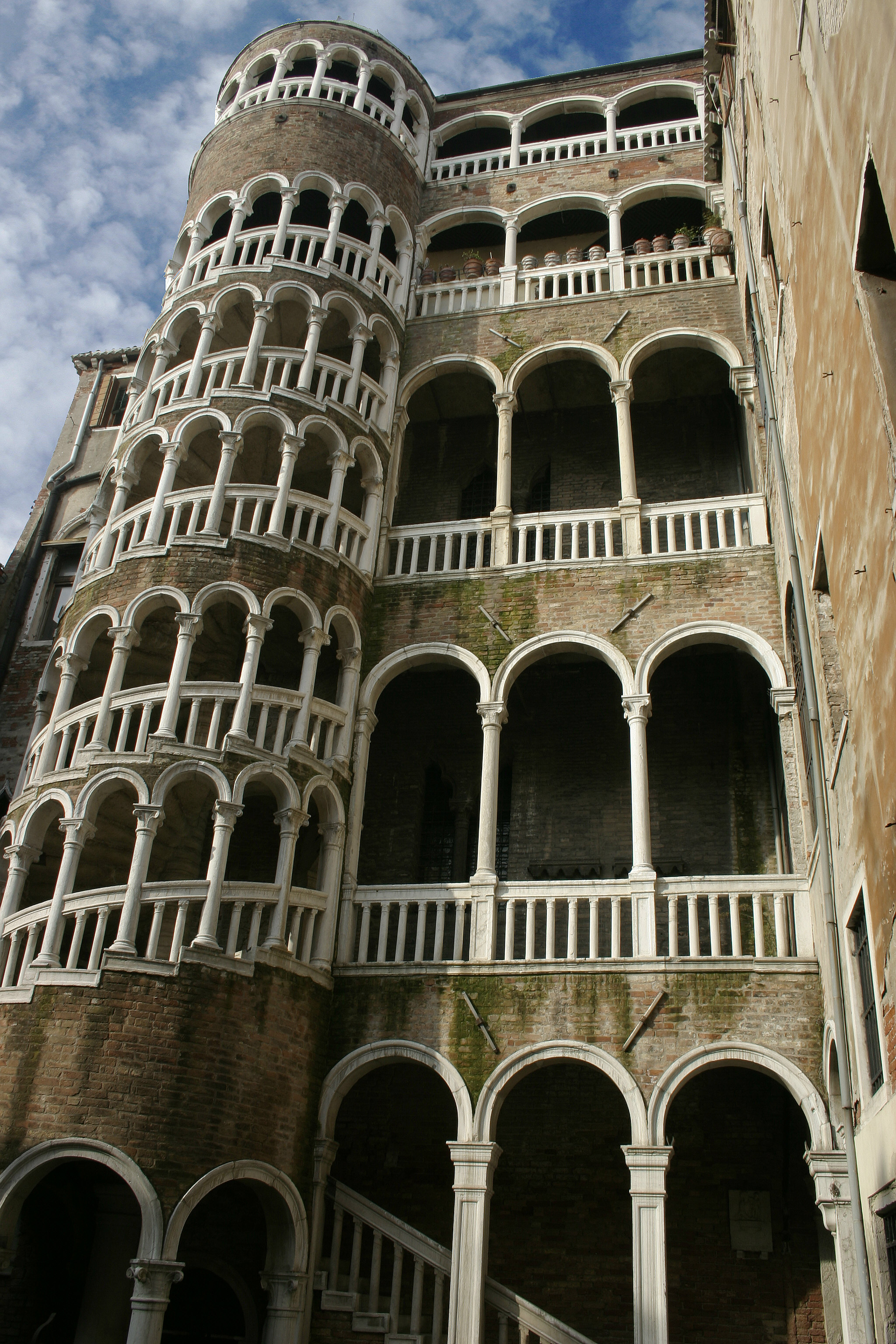
L'escalier du palais Contarini del Bovolo, Venise, 1499.
Harmonie entre le palais des Doges, à gauche, et la Biblioteca Marciana à droite.
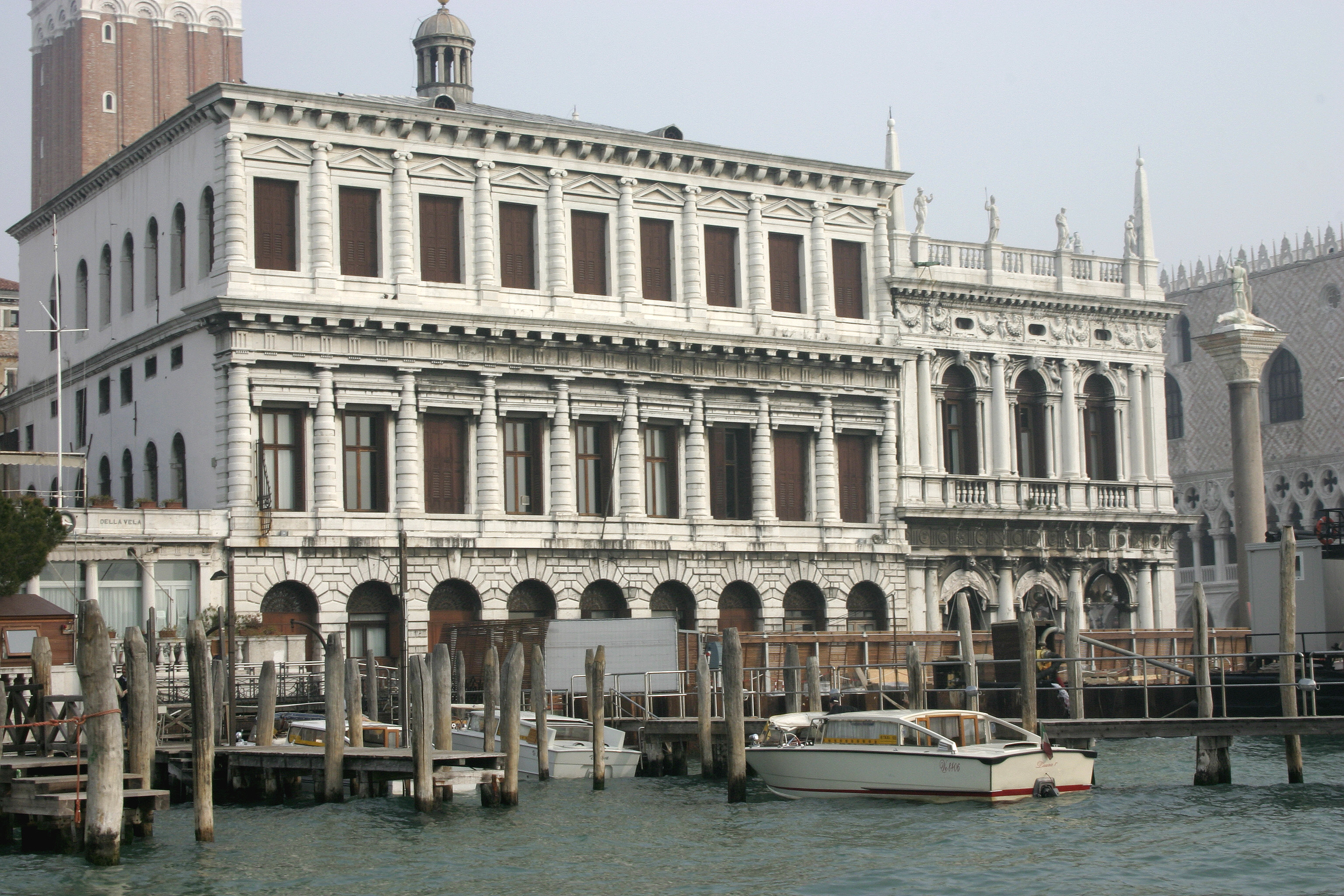
La Zecca de Venise de Jacopo Sansovino avec la  Biblioteca Marciana et le  palais des Doges à l'arrière.
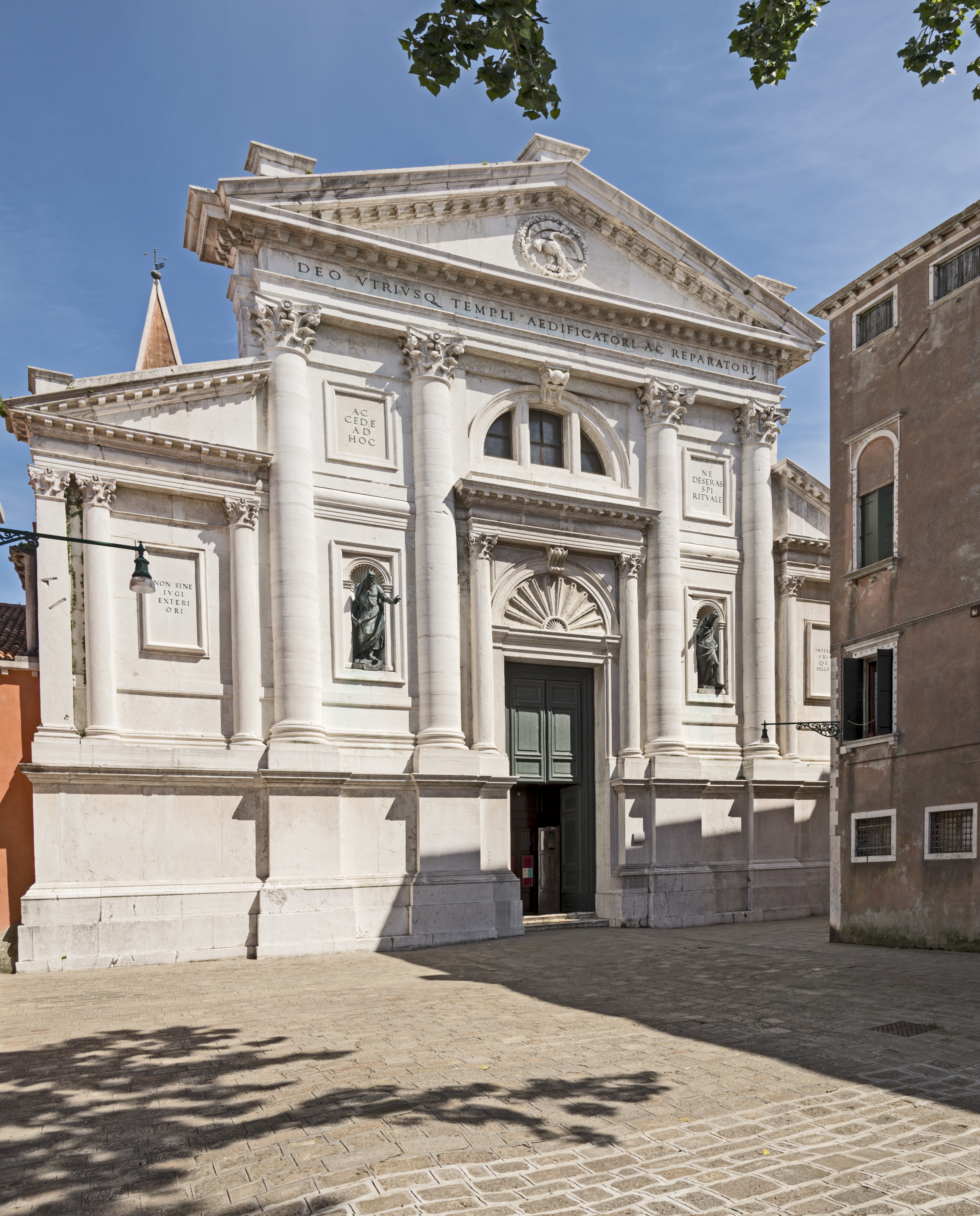
L’église San Francesco della Vigna, commencée par Sansovino (1554) achevée par Palladio.
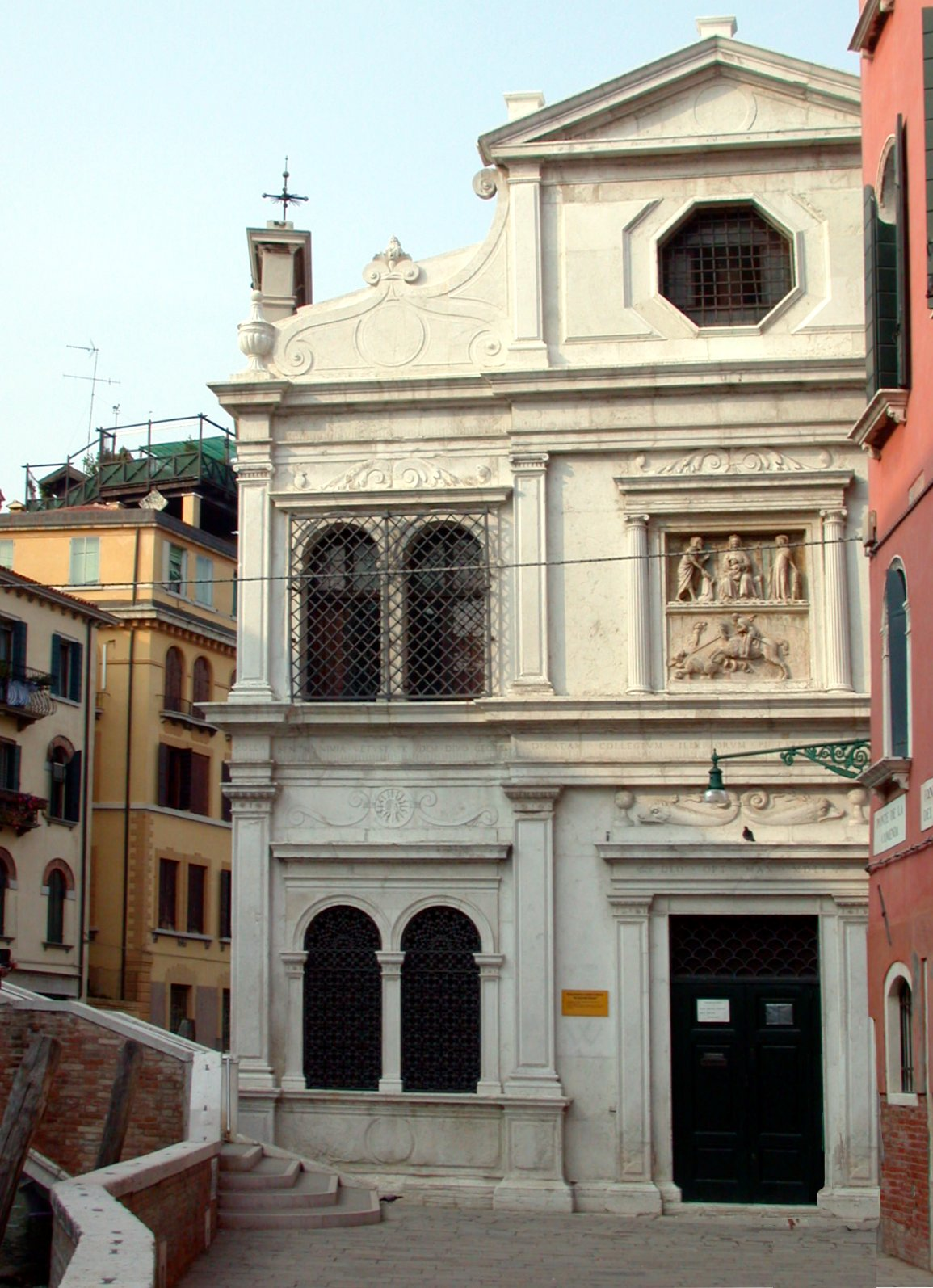
La Scuola di San Giorgio degli Schiavoni (Sansovino et Giovanni De Zan).
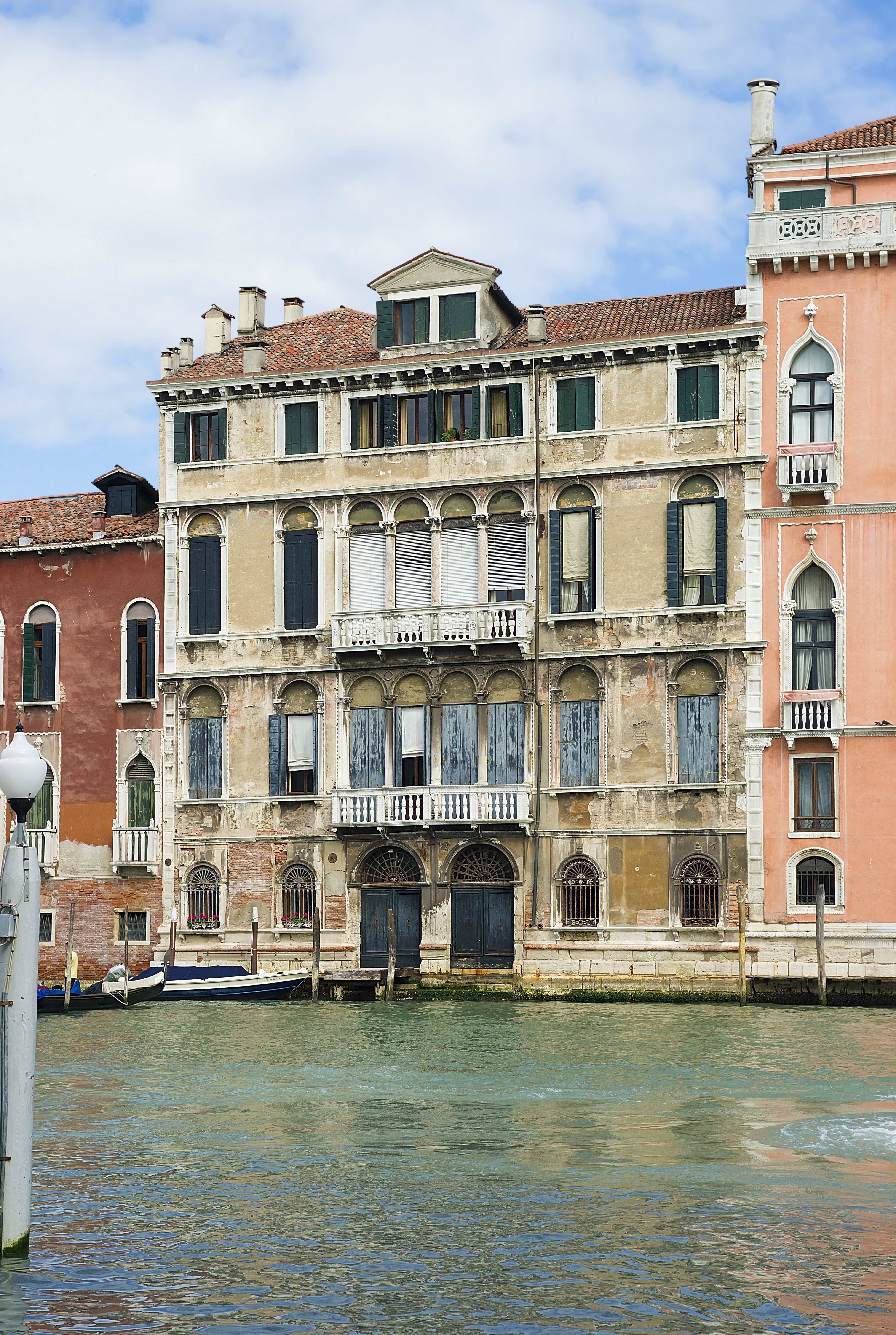
Le palais Tiepolo, qui présentait, à l'origine, sur la façade, une fresque d'Andrea Schiavone (de faibles traces subsistent).
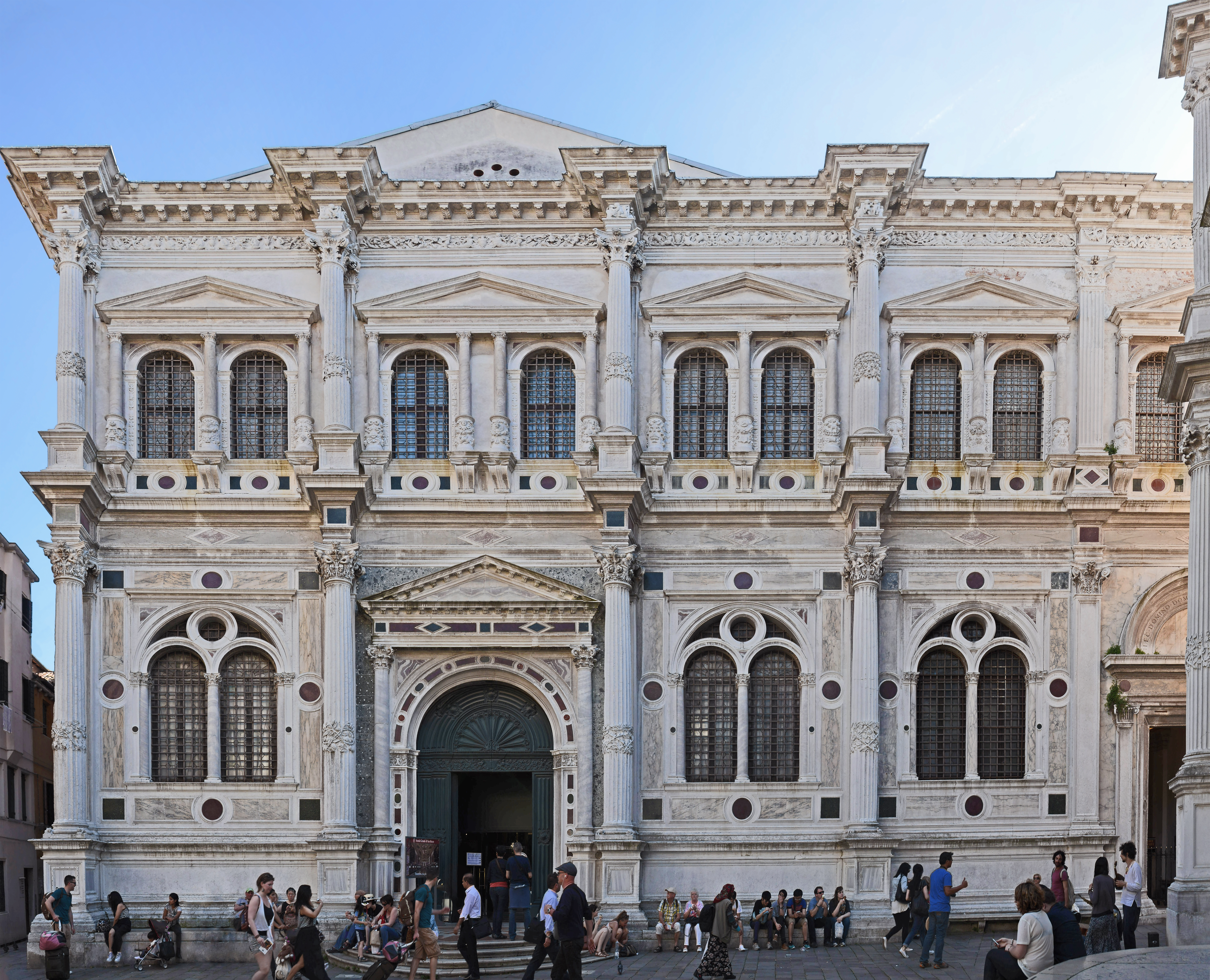
La Scuola Grande de San Rocco (différents architectes)
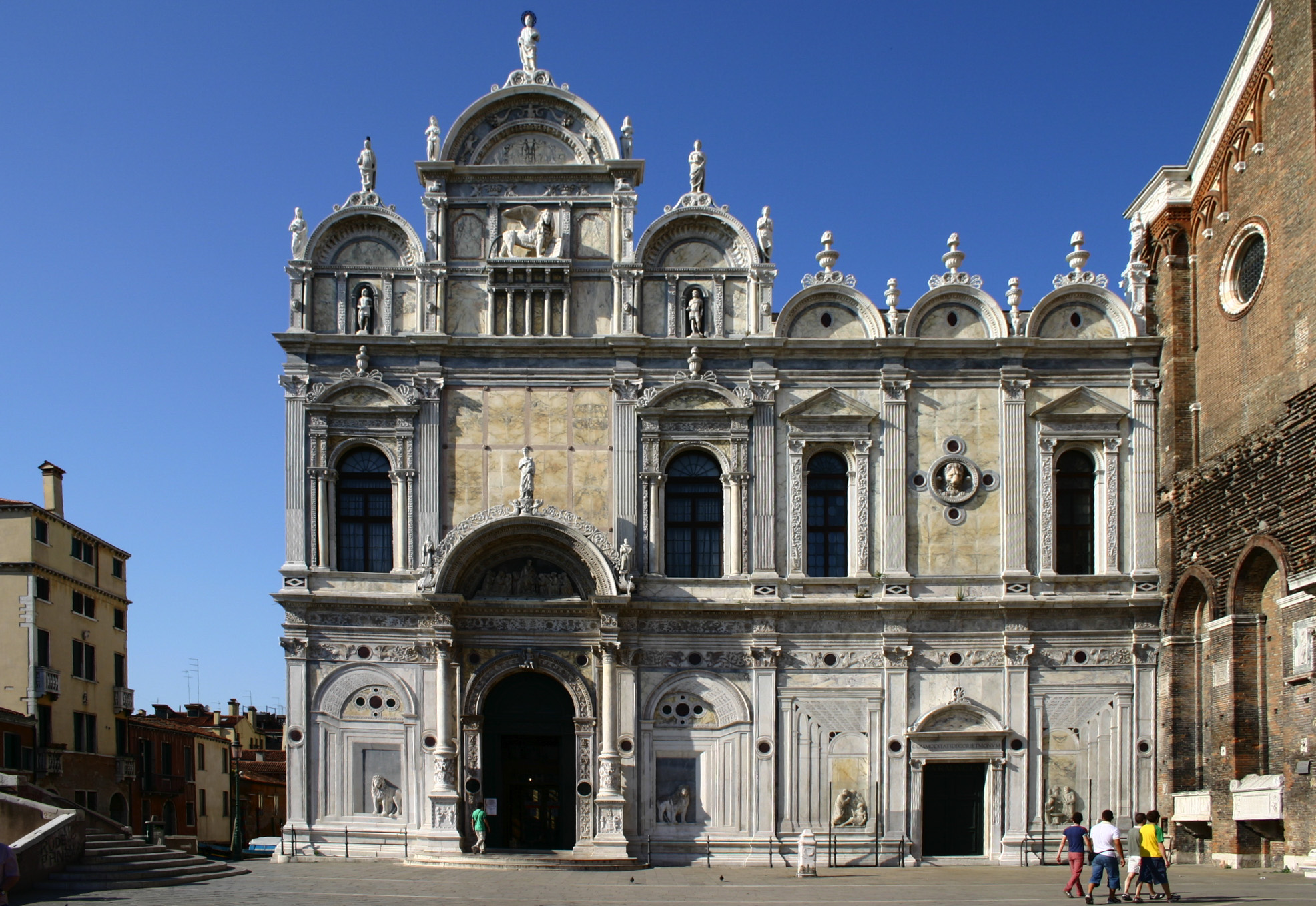
La Scuola Grande di San Marco, un hôpital dorénavant (Pietro Lombardo et Codrussi).
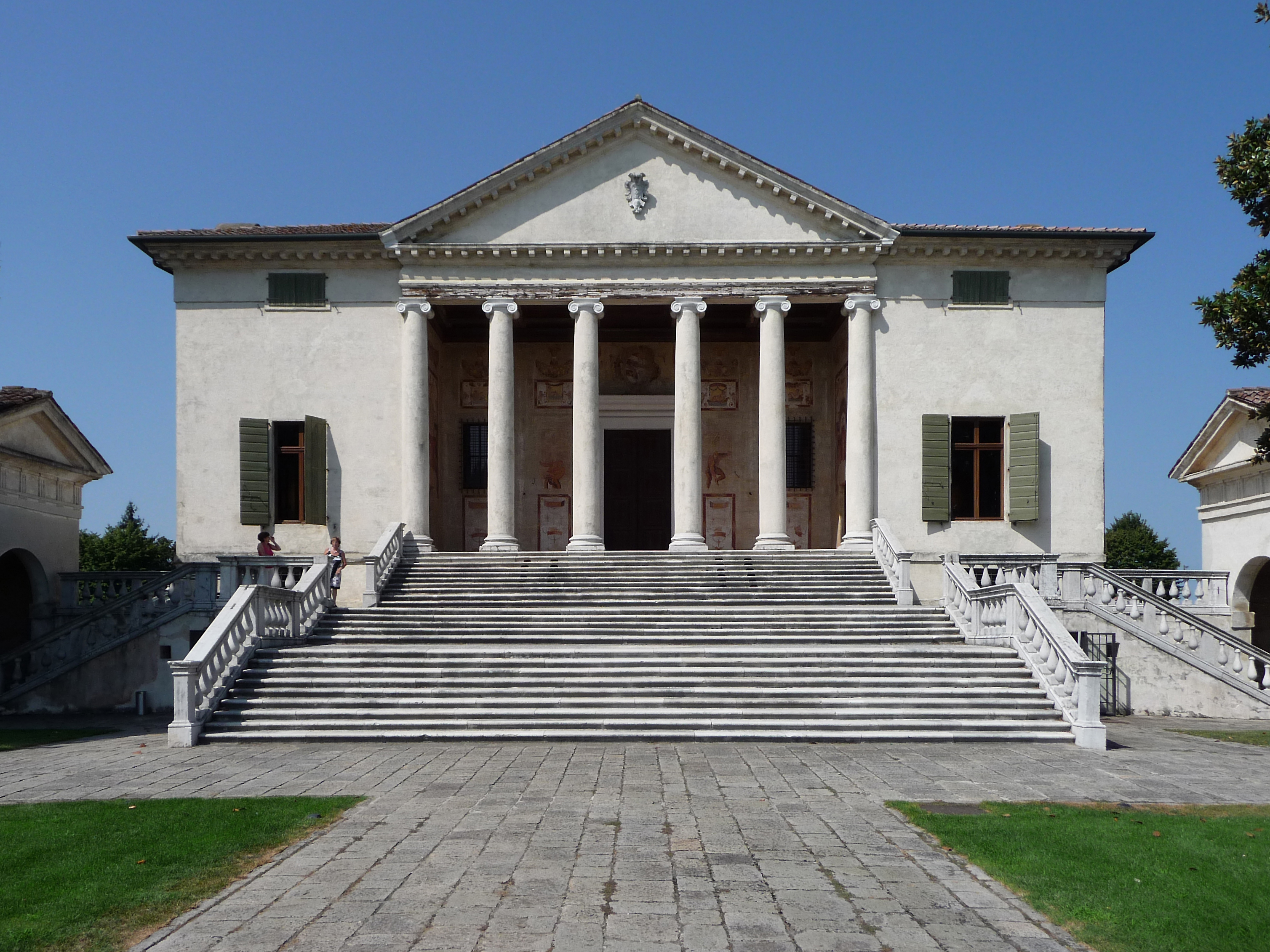
La villa Badoer d'Andrea Palladio (1556) : une de ses villas sur la terrafirma.
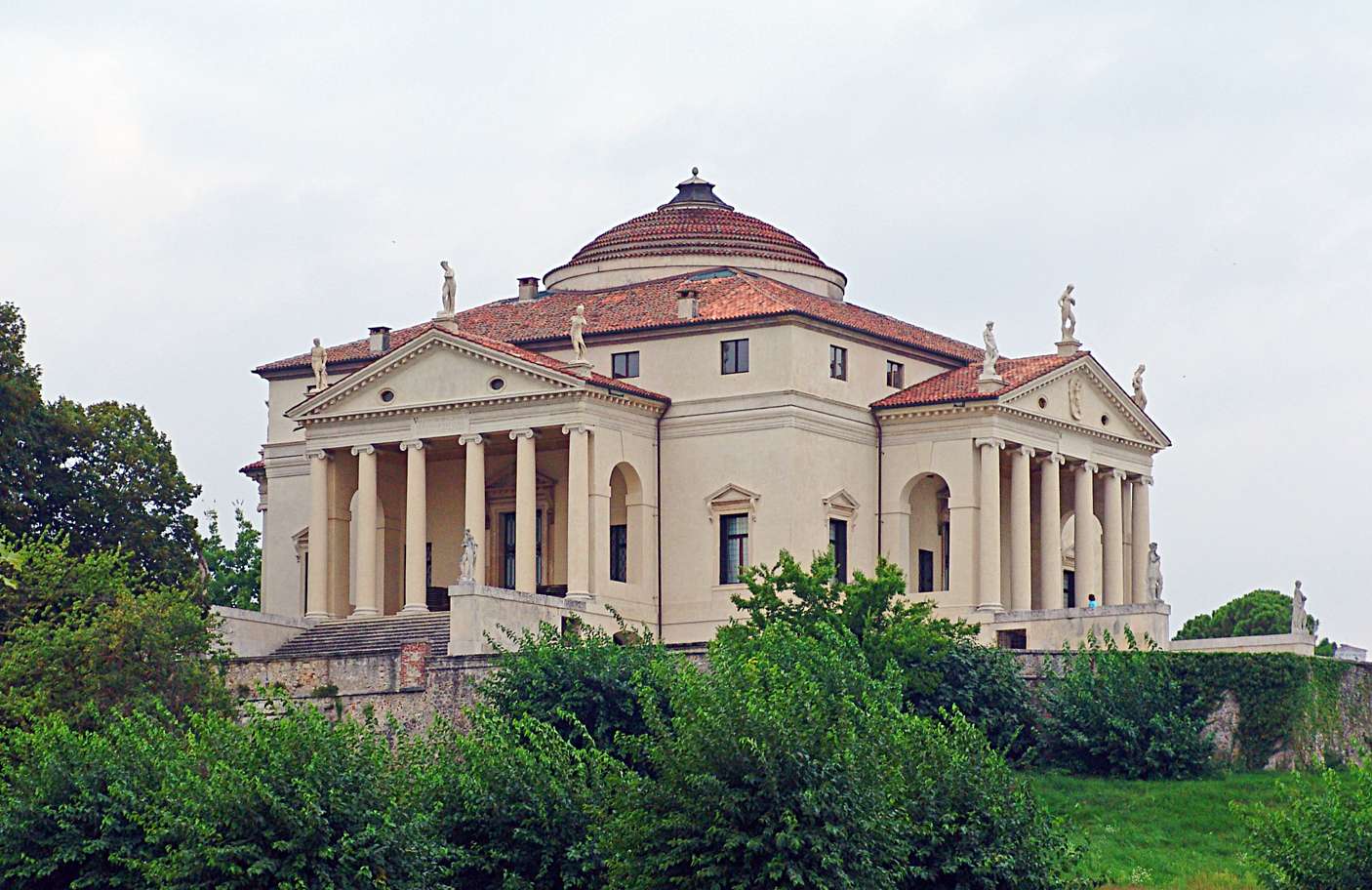
La villa Rotonda de Palladio, commencée en 1567.
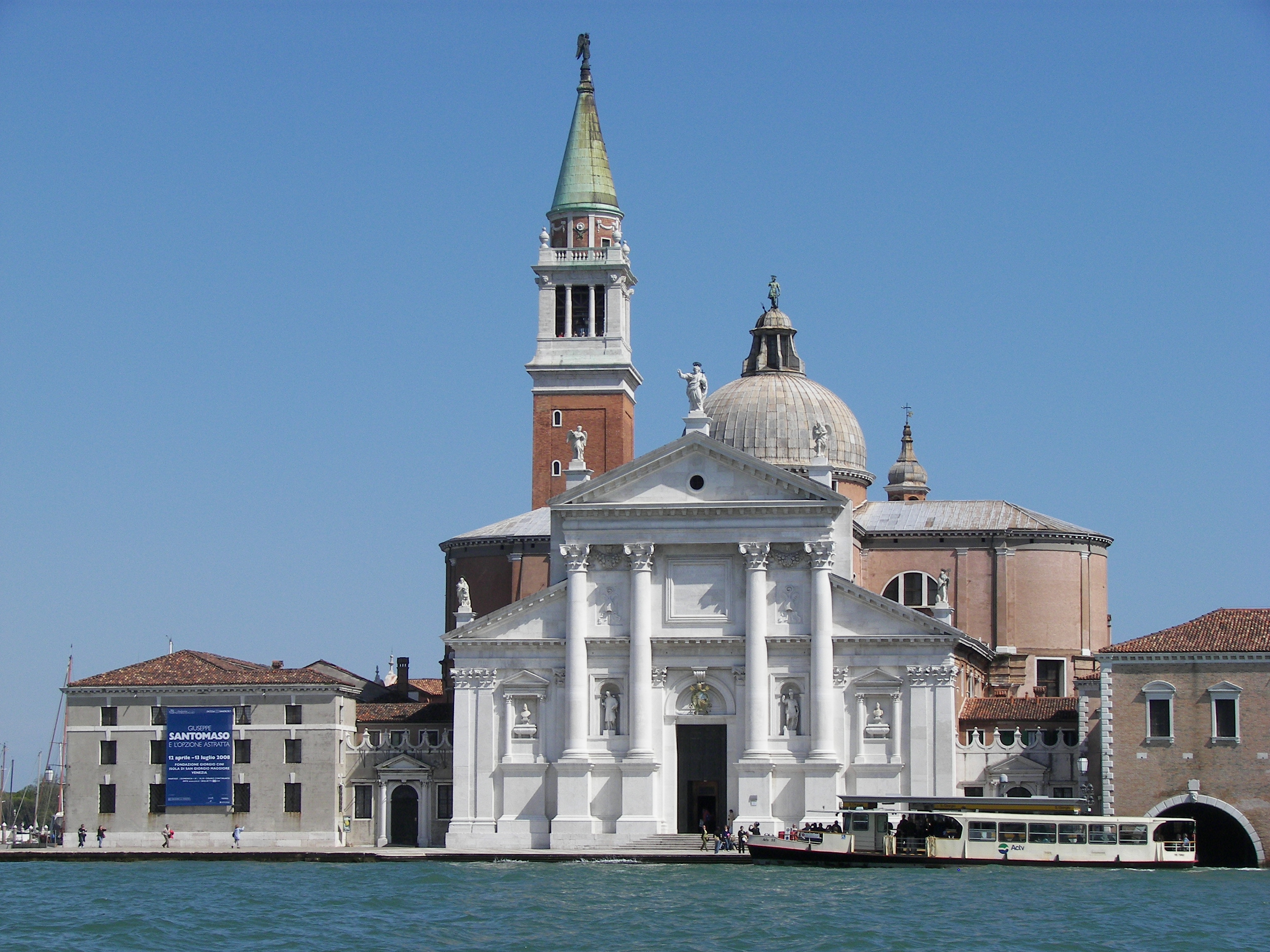
La basilique San Giorgio Maggiore de Palladio, commencée en 1566.
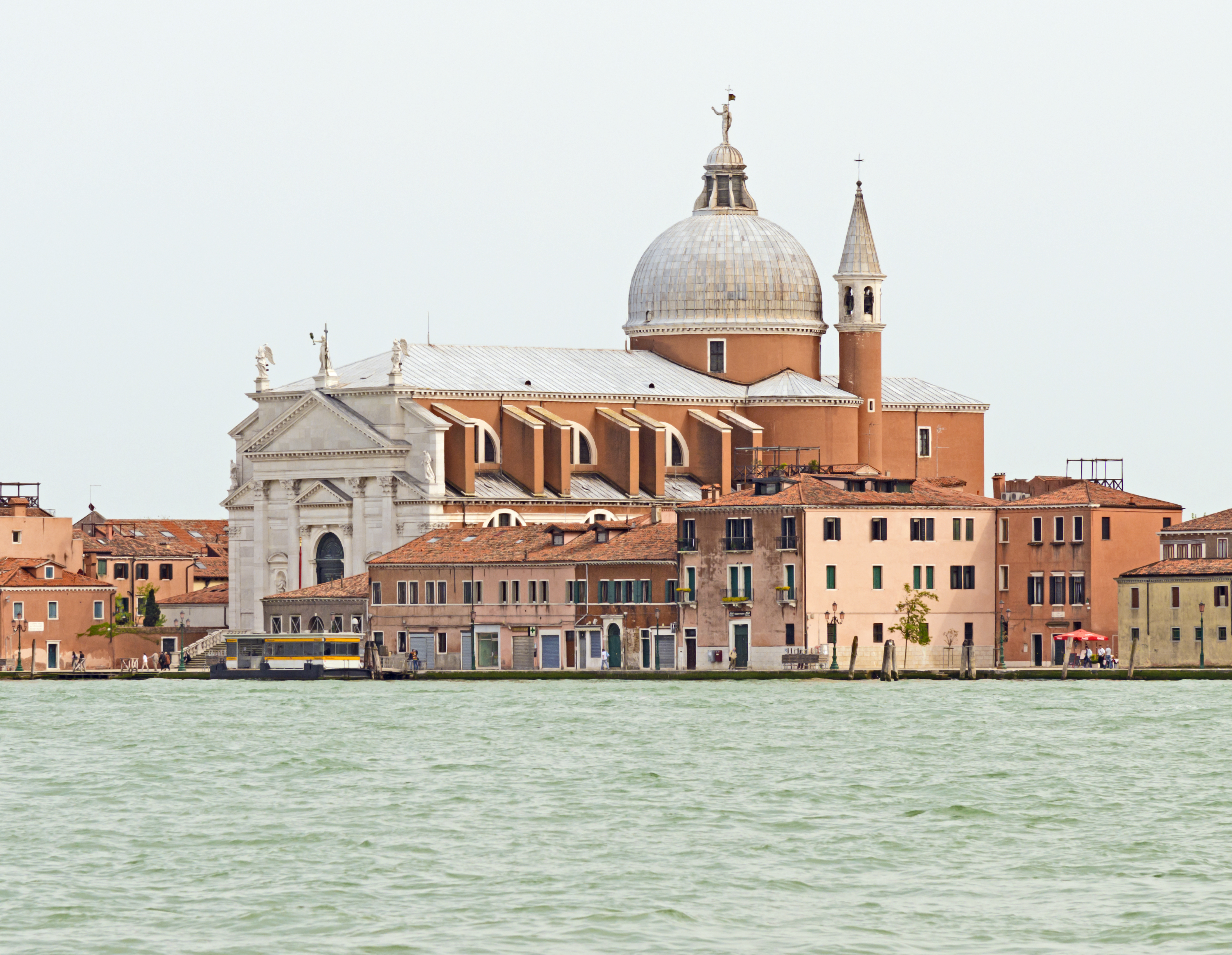
L’église du Rédempteur, de Palladio, commencée en 1577.
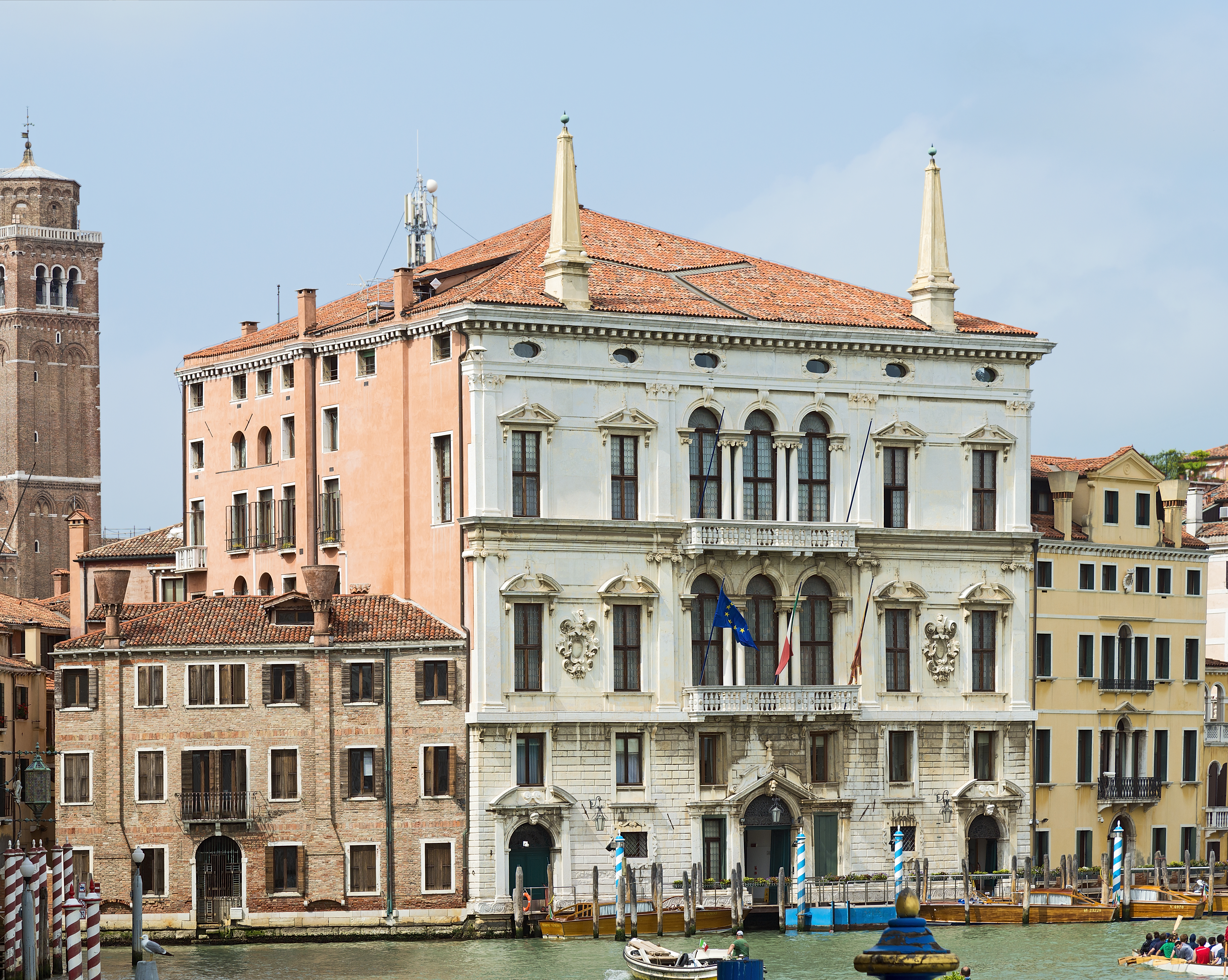
Le palais Balbi de Venise, Alessandro Vittoria, 1582.